# Warblewo (województwo pomorskie)
Warblewo (kaszb. Warblewò, niem. Warbelow) – wieś w Polsce położona w województwie pomorskim, w powiecie słupskim, w gminie Redzikowo. Leży 11 km na południowy wschód od Słupska. Wieś jest siedzibą sołectwa w którego skład wchodzi również Warblewko.
Bezpośrednie sąsiedztwo Parku Krajobrazowego Dolina Słupi.
W latach 1975–1998 miejscowość administracyjnie należała do województwa słupskiego.

## Nazwa
Nazwa, pierwszy raz wzmiankowana w 1478, ma pochodzenie słowiańskie i charakter dzierżawczy. Powstała przez dodanie do pom. nazwy osobowej Warb(e)l (por. pol. „wróbel”) formantu -ewo. Niemiecka nazwa Warbelow jest adaptacją fonetyczną pierwotnej nazwy słowiańskiej.
Rada Języka Kaszubskiego proponuje kaszubską formę nazwy Warblewò.

## Historia
Na terenie Warblewa odkopano: monety rzymskie, groby skrzynkowe z okresu kultury pomorskiej.
Prefiks w nazwie Warblewa wskazuje na pochodzenie nazwy od imienia własnego Warbl (Wróbel).

### Kalendarium
- 1478 r. – Pierwszy zapis na temat wsi: wieś Verbelow lennem von Masowów;
- 1619 r. – właścicielem wsi Georg von Nettelhorsten z Kurlandii;
- 1628 r. – funkcjonuje w dokumentach jako Warbelou, von Nettelhorstowie odsprzedają majątek von Reinbachom;
- 1762 r. – Johann Schroder odkupuje majątek od von Reinbachów, Kasper Friedrich von Massow na krótko odkupuje rodzinny majątek, ale wkrótce odsprzedaje go Johannowi Benjaminowi Planitzerowi. Planitzerowie w XIX wieku sprzedają wieś von Schon'om;
- 1852 r. – wieś przechodzi w ręce Meiera, podporucznika słupskiego V Regimentu Huzarów Bluchera;
- 1852 r. – Meier odsprzedaje tereny za 70 000 talarów ornitologowi Ferdinandowi von Homeyer'owi, ten tworzy tu park i muzeum ptaków;
- 1873 r. – von Homeyer odsprzedaje Warblewo Augustowi Neitzke; zbudowano dwór z gorzelnią i stajniami; Warblewo przekształca się w lokalne centrum polowań;
- 1945 r. – wkracza Armia Czerwona;
- 1947 r. – zaczyna funkcjonować PGR;
- 1950 r. – spis ludności – w Warblewie mieszka 50 osób;
- 1952 r. – PGR ma 487 ha powierzchni.

## Infrastruktura
Najbliższa stacja kolejowa: Damnica.
W Warblewie znajdują się: Dwie świetlice (jedna nieczynna, sieć wodociągowa, plac zabaw, 2 boiska (trawiaste i betonowe), sklep, zabytkowy pałac, zakład Steelcon.